# Hansa (bier)
Hansa is een Noors biermerk. Het bier wordt gebrouwen in Brouwerij Hansa te Bergen. Hansa is het tweede grootste merk in Noorwegen (na Ringnes).

## Varianten
- Hansa Pilsner, 4,5% of 3,65% (ook in alcoholvrije versie)
- Hansa Bayer, 4,5%
- Hansa Ice, 4,5%
- Hansa Juleøl, kerstbier 4,5% en 6,5%
- Hansa Lettøl, light bier 2,4%
- Hansa Fatøl, 4,5%
- Hansa Påskebrygg, paasbier 4,7%
- Hansa Sommerøl, 4,5%
- Hansa Sterkøl, 6,5%